# Fedje
Fedje és un municipi situat al comtat de Vestland, Noruega. El 2016 tenia 576 habitants i la seva superfície és de 9,27 km². El centre administratiu del municipi és el poble homònim.